# Bardenac
Bardenac est une commune du Sud-Ouest de la France, située dans le département de la Charente (région Nouvelle-Aquitaine).
Ses habitants sont appelés les Bardenacais et les Bardenacaises.

## Géographie

### Localisation et accès
Bardenac est une commune du Sud-Charente située entre Brossac et Chalais.
Elle est à 5 km au nord-ouest de Chalais et 4 km au sud-est de Brossac. Elle est aussi à 22 km de Barbezieux, 7 km de Montboyer, 16 km de Montmoreau et 42 km d'Angoulême.
La commune est traversée du sud-est au nord-ouest par la D 731, route de Chalais à Brossac, Barbezieux, Archiac et Cognac, que le bourg surplombe. La commune est aussi traversée par la D 89, petite départementale de Montboyer à Saint-Vallier et qui passe au bourg.
La gare la plus proche est celle de Chalais, desservie par des TER à destination d'Angoulême et de Bordeaux.

### Hameaux et lieux-dits
La commune compte de nombreux hameaux et fermes. Il n'y a pas de hameau particulièrement important. On peut citer : le Haut et le Bas Bousson au nord-est, chez Vrignaud au pied du bourg, chez le Fourrier, chez Barret à l'ouest, la Motte à Coyron au sud-est, la Moulinasse au nord, etc..

### Communes limitrophes
| Brossac       | Brie-sous-Chalais |       |
| Saint-Vallier | Bardenac          | Curac |
|               | Yviers            |       |

### Géologie et relief
La commune, comme son bourg, est partagée entre les coteaux calcaires crayeux du Campanien (Crétacé supérieur) sur sa moitié nord-est, et les terrains composés de sable kaolinique, d'argiles et de galets, dépôts datant du Tertiaire, de la forêt de la Double saintongeaise pour sa partie sud-ouest,,.
Le terrain communal est plus élevé à l'ouest dans ces sols pauvres et argileux qui sont boisés, et une cuesta faisant face au nord-est et qui est celle du bourg de Brossac fait la séparation de la forêt et de la champagne. La Motte à Coyron est une butte-témoin de cette côte.
Le point culminant de la commune est à une altitude de 162 m, situé dans la forêt à l'ouest du bourg au sud de Bel-Air. Le point le plus bas est à 61 m, situé à la limite orientale de la commune le long de la Viveronne. Le bourg, construit sur un promontoire, est à 130 m d'altitude.

### Hydrographie

#### Réseau hydrographique
La commune est située dans  le bassin de la Dordogne au sein  du Bassin Adour-Garonne. Elle est drainée par l'Argentonne, la Viveronne, la Laine, la Vauzelle et par divers petits cours d'eau, qui constituent un réseau hydrographique de 10 km de longueur totale,.
Au sud du bourg, l'Argentonne prend sa source dans la commune et descend au sud vers Yviers. D'une longueur totale de 4 km, et se jette  dans la Tude à Médillac, après avoir traversé 5 communes.
La Viveronne limite la commune au nord. D'une longueur totale de 11,5 km, elle prend sa source dans la commune de Brossac et se jette  dans la Tude à Chalais, après avoir traversé 5 communes.
À l'extrémité occidentale de la commune, naissent de petits ruisseaux intermittents descendant vers la Poussonne, affluent du Palais qui se jette dans le Lary. Le ruisseau de la Vauzelle, affluent de la Viveronne, borde la commune au nord-ouest.

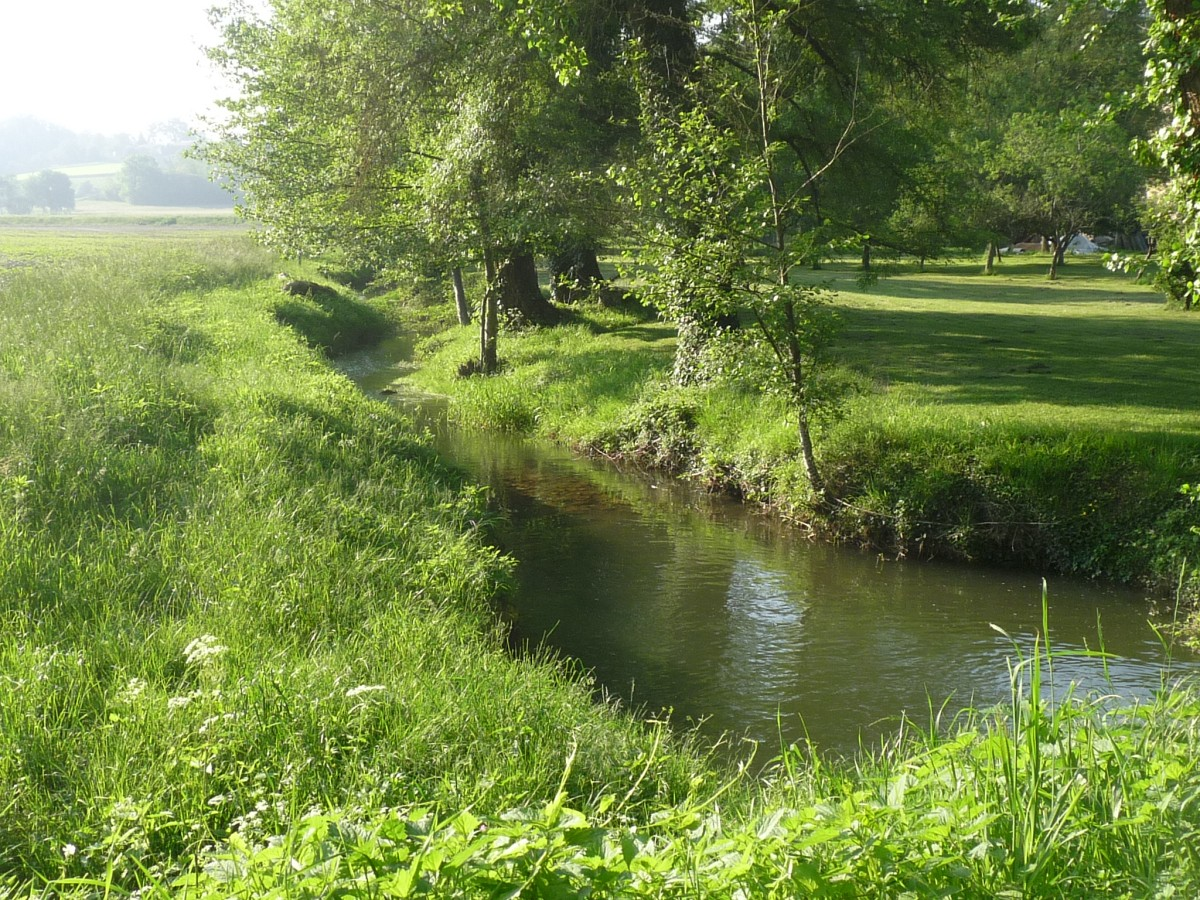
La Viveronne, en limite avec Brie.
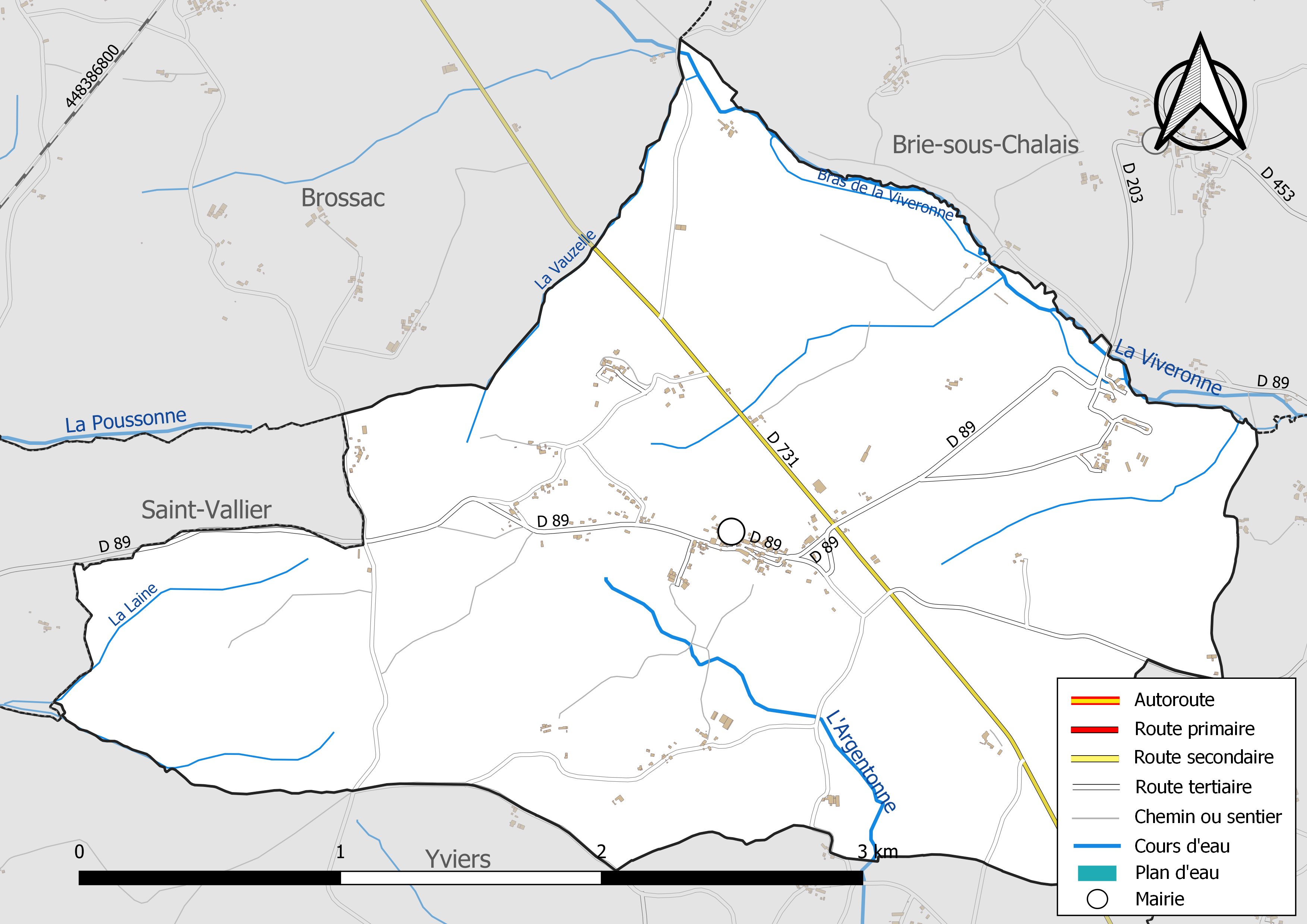
Réseaux hydrographique et routier de Bardenac

#### Gestion des cours d'eau
Le territoire communal est couvert par le schéma d'aménagement et de gestion des eaux (SAGE) « Isle - Dronne ». Ce document de planification, dont le territoire regroupe les bassins versants de l'Isle et de la Dronne, d'une superficie de 7 500 km2, a été approuvé le 2 août 2021. La structure porteuse de l'élaboration et de la mise en œuvre est l'établissement public territorial de bassin de la Dordogne (EPIDOR). Il définit sur son territoire les objectifs généraux d’utilisation, de mise en valeur et de protection quantitative et qualitative des ressources en eau superficielle et souterraine, en respect des objectifs de qualité définis dans le troisième SDAGE  du Bassin Adour-Garonne qui couvre la période 2022-2027, approuvé le 10 mars 2022.

### Climat
Comme dans les trois quarts sud et ouest du département, le climat est océanique aquitain.

## Urbanisme

### Typologie
Au 1er janvier 2024, Bardenac est catégorisée commune rurale à habitat très dispersé, selon la nouvelle grille communale de densité à 7 niveaux définie par l'Insee en 2022.
Elle est située hors unité urbaine et hors attraction des villes,.

### Occupation des sols
L'occupation des sols de la commune, telle qu'elle ressort de la base de données européenne d’occupation biophysique des sols Corine Land Cover (CLC), est marquée par l'importance des territoires agricoles (72,4 % en 2018), une proportion identique à celle de 1990 (72,4 %). La répartition détaillée en 2018 est la suivante : 
terres arables (42,1 %), zones agricoles hétérogènes (30,3 %), forêts (21,6 %), milieux à végétation arbustive et/ou herbacée (6 %). L'évolution de l’occupation des sols de la commune et de ses infrastructures peut être observée sur les différentes représentations cartographiques du territoire : la carte de Cassini (XVIIIe siècle), la carte d'état-major (1820-1866) et les cartes ou photos aériennes de l'IGN pour la période actuelle (1950 à aujourd'hui).

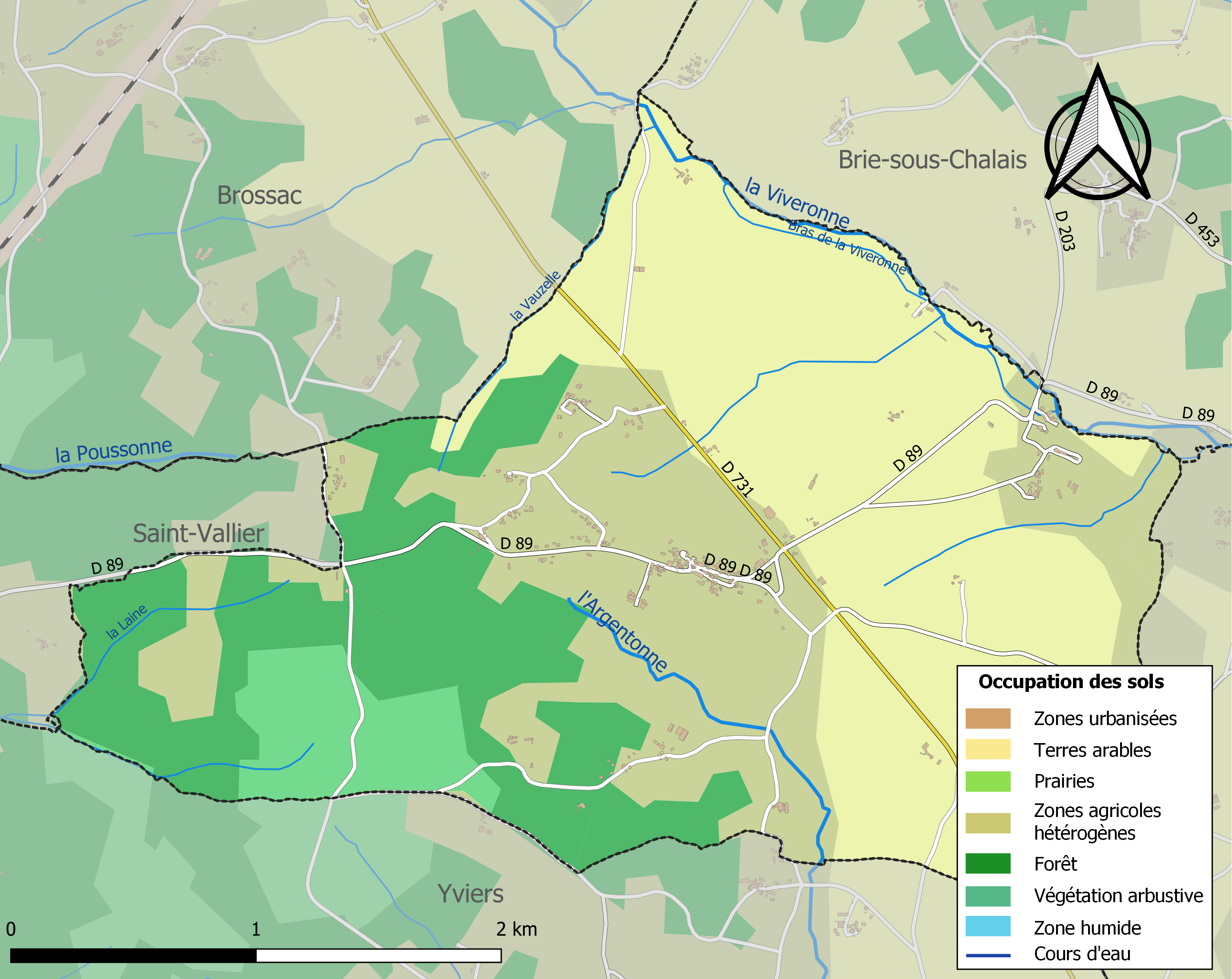
Carte des infrastructures et de l'occupation des sols de la commune en 2018 (CLC).

### Risques majeurs
Le territoire de la commune de Bardenac est vulnérable à différents aléas naturels : météorologiques (tempête, orage, neige, grand froid, canicule ou sécheresse), inondations, feux de forêts et séisme (sismicité faible). Il est également exposé à un risque technologique, le transport de matières dangereuses. Un site publié par le BRGM permet d'évaluer simplement et rapidement les risques d'un bien localisé soit par son adresse soit par le numéro de sa parcelle.

#### Risques naturels
Certaines parties du territoire communal sont susceptibles d’être affectées par le risque d’inondation par ruissellement et coulée de boue, notamment la Viveronne et l'Argentonne. La commune a été reconnue en état de catastrophe naturelle au titre des dommages causés par les inondations et coulées de boue survenues en 1982, 1983, 1988, 1999 et 2009,.
Bardenac est exposée au risque de feu de forêt. Un plan départemental de protection des forêts contre les incendies (PDPFCI) a été élaboré pour la période 2017-2026, faisant suite à un plan 2007-2016. Les mesures individuelles de prévention contre les incendies sont précisées par divers arrêtés préfectoraux et s’appliquent dans les zones exposées aux incendies de forêt et à moins de 200 mètres de celles-ci. L’arrêté du 3 mai 2016 règlemente l'emploi du feu en interdisant notamment d’apporter du feu, de fumer et de jeter des mégots de cigarette dans les espaces sensibles et sur les voies qui les traversent sous peine de sanctions. L'arrêté du 27 décembre 2019 rend le débroussaillement obligatoire, incombant au propriétaire ou ayant droit,,,.

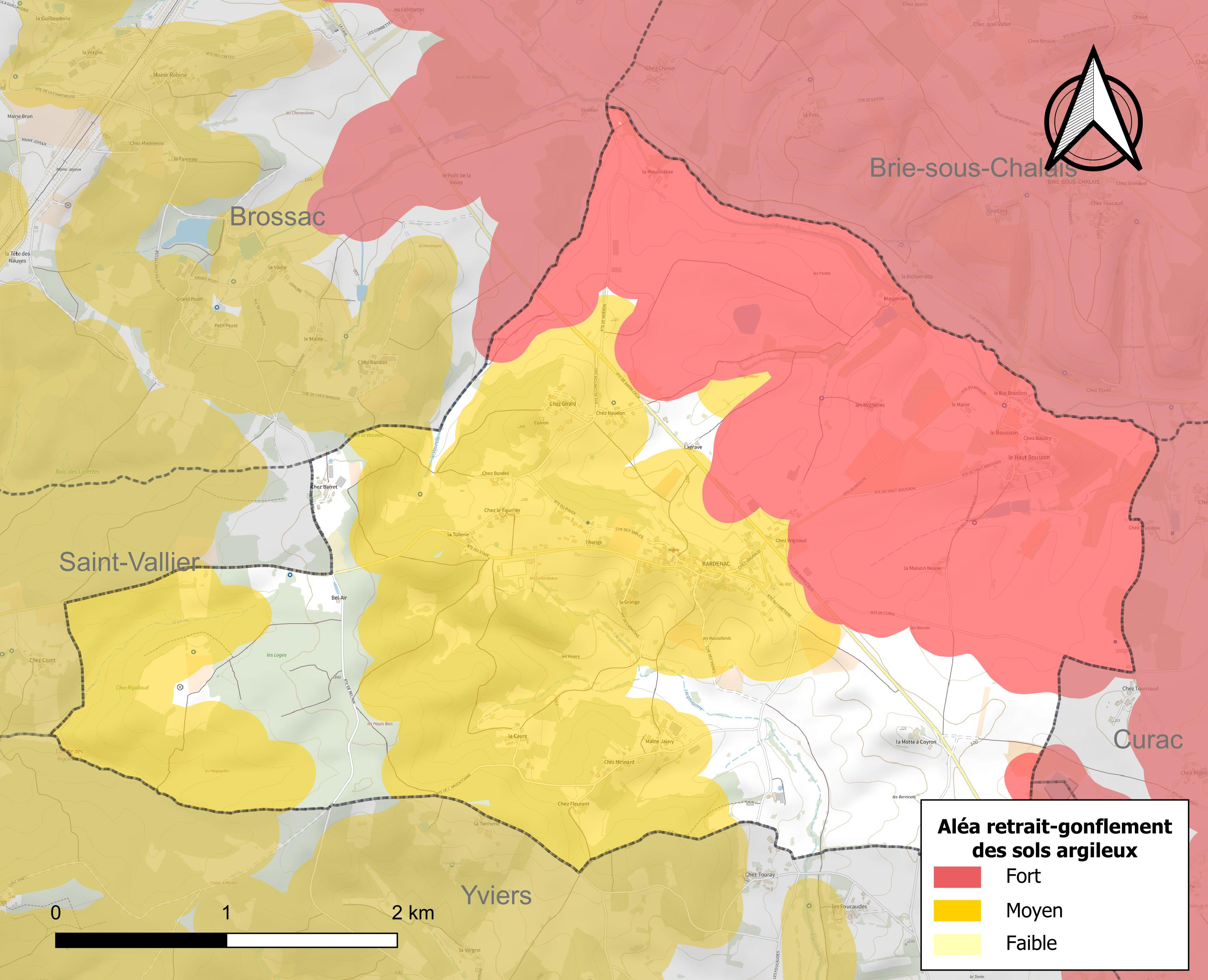
Carte des zones d'aléa retrait-gonflement des sols argileux de Bardenac.

Le retrait-gonflement des sols argileux est susceptible d'engendrer des dommages importants aux bâtiments en cas d’alternance de périodes de sécheresse et de pluie. 78,9 % de la superficie communale est en aléa moyen ou fort (67,4 % au niveau départemental et 48,5 % au niveau national). Sur les 141 bâtiments dénombrés sur la commune en 2019, 131 sont en aléa moyen ou fort, soit 93 %, à comparer aux 81 % au niveau départemental et 54 % au niveau national. Une cartographie de l'exposition du territoire national au retrait gonflement des sols argileux est disponible sur le site du BRGM,.
Par ailleurs, afin de mieux appréhender le risque d’affaissement de terrain, l'inventaire national des cavités souterraines permet de localiser celles situées sur la commune.
Concernant les mouvements de terrains, la commune a été reconnue en état de catastrophe naturelle au titre des dommages causés par la sécheresse en 2003, 2005 et 2011 et par des mouvements de terrain en 1999.

#### Risques technologiques
Le risque de transport de matières dangereuses sur la commune est lié à sa traversée par une ou des infrastructures routières ou ferroviaires importantes ou la présence d'une canalisation de transport d'hydrocarbures. Un accident se produisant sur de telles infrastructures est susceptible d’avoir des effets graves sur les biens, les personnes ou l'environnement, selon la nature du matériau transporté. Des dispositions d’urbanisme peuvent être préconisées en conséquence.

## Toponymie
Le toponyme a peu évolué puisqu'une forme ancienne est Bardenac en 1302, et de Bardenaco (non daté).
L'origine du nom de Bardenac remonterait à un personnage gallo-romain Bardinus ou Bardannus, lui-même dérivé du gaulois Bardos, auquel est apposé le suffixe -acum, ce qui correspondrait à Bardinacum, ou « domaine de Bardinus »,. Ce serait aussi un nom d'homme franc, d'où dérive Bardinus ou Bardenus.

## Histoire
Quelques vestiges gallo-romains ont été retrouvés sur le territoire communal, et encadrent une voie ancienne reliant Brossac et Chalais, supposée voie romaine entre Saintes et Cahors et se confondant avec la route actuelle,.
La motte castrale de Coyron, au bord de la route de Chalais, appartenait en 1302 aux seigneurs de Barbezieux, et relevait de la châtellenie de Chalais, possession de l'archevêque de Bordeaux. La châtellenie s'étendait sur toutes ou partie des six paroisses de Bardenac, Brossac, Châtignac, Saint-Cyprien (dans l'actuelle commune de Châtignac), Sainte-Souline et Saint-Vallier.
En 1347, le château (fortalicium) est repris par les Anglais, et, la même année, le roi de France Philippe VI de Valois le promet à Henri de Barbezieux « comme un sien chasteau, appelé Coyron, lequel est en Xaintonge, et aux frontières de nos ennemis, où estait capitaine Pierre Arnaud, de Broussac et emprès ait esté pris par traïson par Guillaume de Guellande, chevalier, lequel l'aurait occupé depuis. »
Aux XVIIe et XVIIIe siècles, le fief de Coyron était possédé pour les trois cinquièmes par les seigneurs de Saint-Vallier, les du Verdier. Ils le tenaient à foi et hommage lige du marquis de Barbezieux, sous le devoir « d'un épervier sor garny de sonnettes et de gants », c'est-à-dire d'un jeune épervier muni de ses accessoires de chasse.
La petite seigneurie de Masperier appartenait, avant la Révolution, à des familles du parlement de Bordeaux.
Bardenac absorbe Brie-sous-Chalais en 1973 et devient Brie-Bardenac, mais la recède en 1993.

## Politique et administration

### Tendances politiques et résultats
Élections présidentielles
Résultats des deuxièmes tours :
- Élection présidentielle de 2007[36] : 52 % pour Ségolène Royal (PS), 48 % pour Nicolas Sarkozy (UMP). Le taux de participation était de 85 %.
- Élection présidentielle de 2012[37] : 58 % pour François Hollande (PS), 42 % pour Nicolas Sarkozy (UMP). Le taux de participation était de 81 %.
- Élection présidentielle de 2017[38] : 65 % pour Emmanuel Macron (REM), 35 % pour Marine Le Pen (FN). Le taux de participation était de 78 %.
- Élection présidentielle de 2022[39] : 53 % pour Emmanuel Macron (LREM), 47 % pour Marine Le Pen (RN). Le taux de participation était de 80 %.

Élections législatives
Résultats des deuxièmes tours ou des deux meilleurs scores si premier tour :
- Élections législatives de 2007[40] : 56 % pour Jean-Claude Viollet (PS), 44 % pour Martine Faury (LR). Le taux de participation était de 65 %.
- Élections législatives de 2012[41] : 58 % pour Marie-Line Reynaud (PS), 42 % pour Daniel Sauvaitre (LR). Le taux de participation était de 63 %.
- Élections législatives de 2017[42] : 73 % pour Sandra Marsaud (LREM), 27 % pour Daniel Sauvaitre (LR). Le taux de participation était de 48 %.
- Élections législatives de 2022[43] : 55 % pour Sandra Marsaud (Ensemble), 45 % pour Marceau Rappasse (RN). Le taux de participation était de 49 %.
- Élections législatives de 2024[44] : 56 % pour Sandra Marsaud (Ensemble), 44 % pour Barthélemy Martin (UXD). Le taux de participation était de 73 %.

Élections européennes
Résultats des deux meilleurs scores :
- Élections européennes de 2009[45] : 21 % pour Christophe Béchu (UMP), 17 % pour Bernadette Vergnaud (PS). Le taux de participation était de 46 %.
- Élections européennes de 2014[46] : 41 % pour Gilles Lebreton (FN), 20 % pour Isabelle Thomas (Union de la gauche). Le taux de participation était de 46 %.
- Élections européennes de 2019[47] : 31 % pour Jordan Bardella (RN), 23 % pour  Nathalie Loiseau (LREM). Le taux de participation était de 55 %.
- Élections européennes de 2024[48] : 39 % pour Jordan Bardella (RN), 14 % pour Valérie Hayer (Ensemble). Le taux de participation était de 60 %.

Référendums
- Référendum de 2005 sur la constitution européenne[49] : 64 % pour le Non, 36 % pour le Oui. Le taux de participation était de 69 %.

Élections régionales
Résultats des deux meilleurs scores :
- Élections régionales de 2010[50] : 64 % pour Ségolène Royal (Union de la gauche), 46 % pour Dominique Bussereau (UMP). Le taux de participation était de 47 %.
- Élections régionales de 2015[51] : 45 % pour Alain Rousset (Union de la gauche), 28 % pour Virginie Calmels (Union de la droite) et 28 % pour Jacques Colombier (RN). Le taux de participation était de 56 %.
- Élections régionales de 2021[52] : 37 % pour Alain Rousset (Union de la gauche), 21 % pour Edwige Diaz (RN) et 21 % pour Geneviève Darrieussecq (Union du centre). Le taux de participation était de 40 %.

Élections départementales
Résultats des deux meilleurs scores :
- Élections départementales de 2015[53] : 41 % pour Didier Jobit et Christine Labrousse (DVD), 34 % pour Alain Rivière et Marylise Vella-Frugier (DVG). Le taux de participation était de 51 %.
- Élections départementales de 2021[54] : 62,5 % pour Patrick Gallès et Nelly Vergez (DVG), 37,5 % pour Patrick Epaud et Christine Labrousse (DVD). Le taux de participation était de 40 %.

### Liste des maires

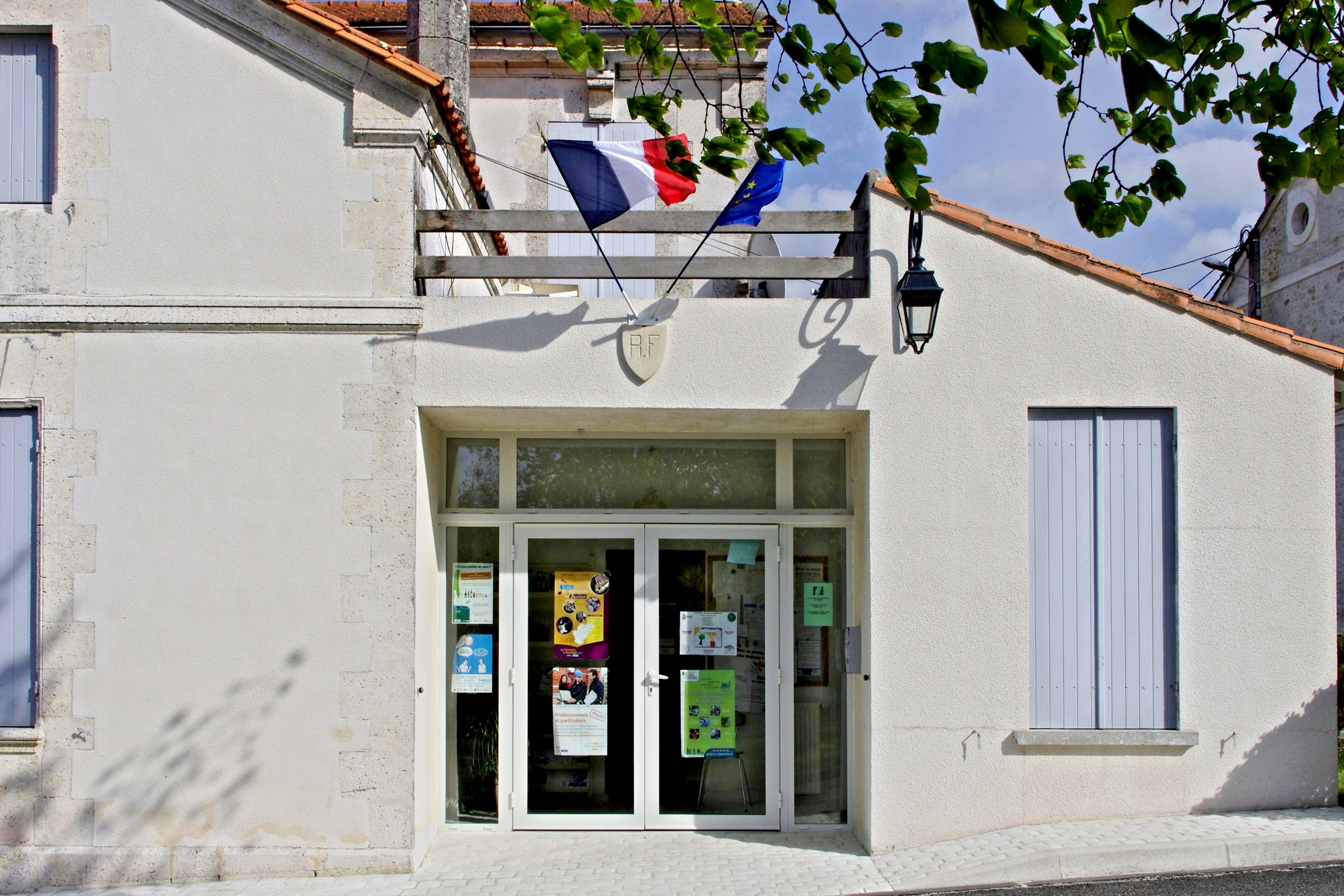
Mairie.

| Période                                  | Période  | Identité       | Étiquette | Qualité             |
| ---------------------------------------- | -------- | -------------- | --------- | ------------------- |
| 1981                                     | 2008     | André Jouannet |           |                     |
| 2008                                     | 2014     | Alain Vallet   | DVG       | Retraité EDF        |
| 2014                                     | En cours | Dany Poirier   |           | Exploitant agricole |
| Les données manquantes sont à compléter. |          |                |           |                     |

## Démographie

### Évolution démographique
L'évolution du nombre d'habitants est connue à travers les recensements de la population effectués dans la commune depuis 1793. Pour les communes de moins de 10 000 habitants, une enquête de recensement portant sur toute la population est réalisée tous les cinq ans, les populations de référence des années intermédiaires étant quant à elles estimées par interpolation ou extrapolation. Pour la commune, le premier recensement exhaustif entrant dans le cadre du nouveau dispositif a été réalisé en 2005.

En 2022, la commune comptait 217 habitants, en évolution de −5,65 % par rapport à 2016 (Charente : −0,48 %, France hors Mayotte : +2,11 %).
| 1793 | 1800 | 1806 | 1821 | 1831 | 1841 | 1846 | 1851 | 1856 |
| ---- | ---- | ---- | ---- | ---- | ---- | ---- | ---- | ---- |
| 402  | 269  | 330  | 463  | 468  | 464  | 510  | 477  | 450  |

| 1861 | 1866 | 1872 | 1876 | 1881 | 1886 | 1891 | 1896 | 1901 |
| ---- | ---- | ---- | ---- | ---- | ---- | ---- | ---- | ---- |
| 461  | 447  | 443  | 436  | 409  | 386  | 408  | 367  | 336  |

| 1906 | 1911 | 1921 | 1926 | 1931 | 1936 | 1946 | 1954 | 1962 |
| ---- | ---- | ---- | ---- | ---- | ---- | ---- | ---- | ---- |
| 353  | 364  | 340  | 314  | 286  | 297  | 292  | 270  | 238  |

| 1968 | 1975 | 1982 | 1990 | 1999 | 2005 | 2006 | 2010 | 2015 |
| ---- | ---- | ---- | ---- | ---- | ---- | ---- | ---- | ---- |
| 232  | 405  | 362  | 367  | 238  | 232  | 229  | 253  | 231  |

| 2020 | 2022 | - | - | - | - | - | - | - |
| ---- | ---- | - | - | - | - | - | - | - |
| 225  | 217  | - | - | - | - | - | - | - |

### Pyramide des âges
La population de la commune est relativement âgée.
En 2018, le taux de personnes d'un âge inférieur à 30 ans s'élève à 23,6 %, soit en dessous de la moyenne départementale (30,2 %). À l'inverse, le taux de personnes d'âge supérieur à 60 ans est de 32,9 % la même année, alors qu'il est de 32,3 % au niveau départemental.
En 2018, la commune comptait 113 hommes pour 114 femmes, soit un taux de 50,22 % de femmes, légèrement inférieur au taux départemental (51,59 %).
Les pyramides des âges de la commune et du département s'établissent comme suit.
| Hommes | Classe d’âge | Femmes |
| ------ | ------------ | ------ |
| 0,9    | 90 ou +      | 1,8    |
| 8,0    | 75-89 ans    | 12,4   |
| 26,8   | 60-74 ans    | 15,9   |
| 31,2   | 45-59 ans    | 31,0   |
| 10,7   | 30-44 ans    | 14,2   |
| 8,9    | 15-29 ans    | 14,2   |
| 13,4   | 0-14 ans     | 10,6   |

| Hommes | Classe d’âge | Femmes |
| ------ | ------------ | ------ |
| 1      | 90 ou +      | 2,7    |
| 9,2    | 75-89 ans    | 12     |
| 20,6   | 60-74 ans    | 21,3   |
| 20,7   | 45-59 ans    | 20,3   |
| 16,8   | 30-44 ans    | 16     |
| 15,6   | 15-29 ans    | 13,4   |
| 16,1   | 0-14 ans     | 14,3   |

### Remarques
Bardenac absorbe Brie-sous-Chalais en 1973, qu'il recède en 1993.

## Économie

### Agriculture
La viticulture occupe une petite partie de l'activité agricole. La commune est située dans les Bons Bois, dans la zone d'appellation d'origine contrôlée du cognac.

### Tourisme
- Gîte rural
- Restaurant.

## Équipements, services et vie locale

### Enseignement

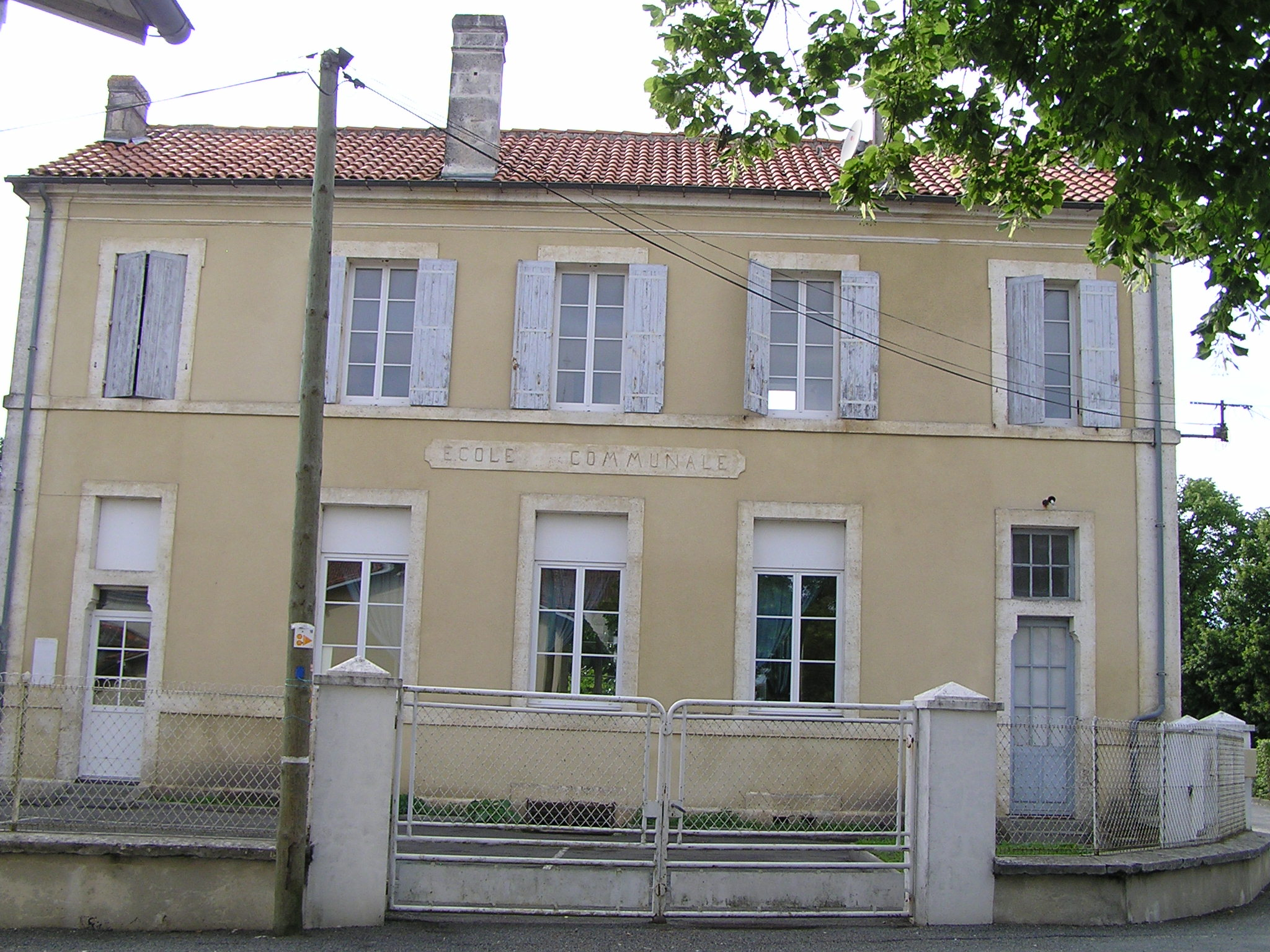
École de Bardenac.

L'école est un regroupement pédagogique intercommunal entre Bardenac et Yviers. Yviers accueille l'école primaire, et Bardenac l'école élémentaire.

## Lieux et monuments

### Église Saint-Saturnin
L'église paroissiale Saint-Saturnin, (ou Saint-Germain selon la source) était à son origine, au XIe siècle le siège commun d'une cure et d'un prieuré dont on ne connaît pas l'abbaye d'affiliation. Probablement à la suite des destructions des guerres de Religion, la voûte a été refaite au XVe siècle. Mais menaçant ruine au XIXe siècle, l'église a été démolie et entièrement refaite sur ses bases, avec un clocher-porche. L'édifice fut consacré en 1897.
L'église possède une cloche en bronze datée 1537 et classée monument historique au titre objet depuis 1943. Elle a été restaurée et bénie en 2011. Elle aurait été fondue en 1537 par des ouvriers du Doubs, compagnons du tour de France. La cloche, en bronze airain (78 % de cuivre et 22 % d'étain), pèse 280 kilos. Pour la restauration, le maire de la commune Alain Vallet a fait appel à l'entreprise Bodet près de Tours. Des inscriptions découvertes ont été traduites du vieux français : « Je fus fait, damoiselle Cheminie, dame de Coyron de Grange et Borde. Fabriqueur M. Poupeau me fit. ».

### Motte à Coyron
La motte, quoique entamée par la construction d'une ferme, est bien conservée. De plan ovale, cernée de fossés, elle est probablement associée à un souterrain d'une part et à une basse-cour d'autre part.

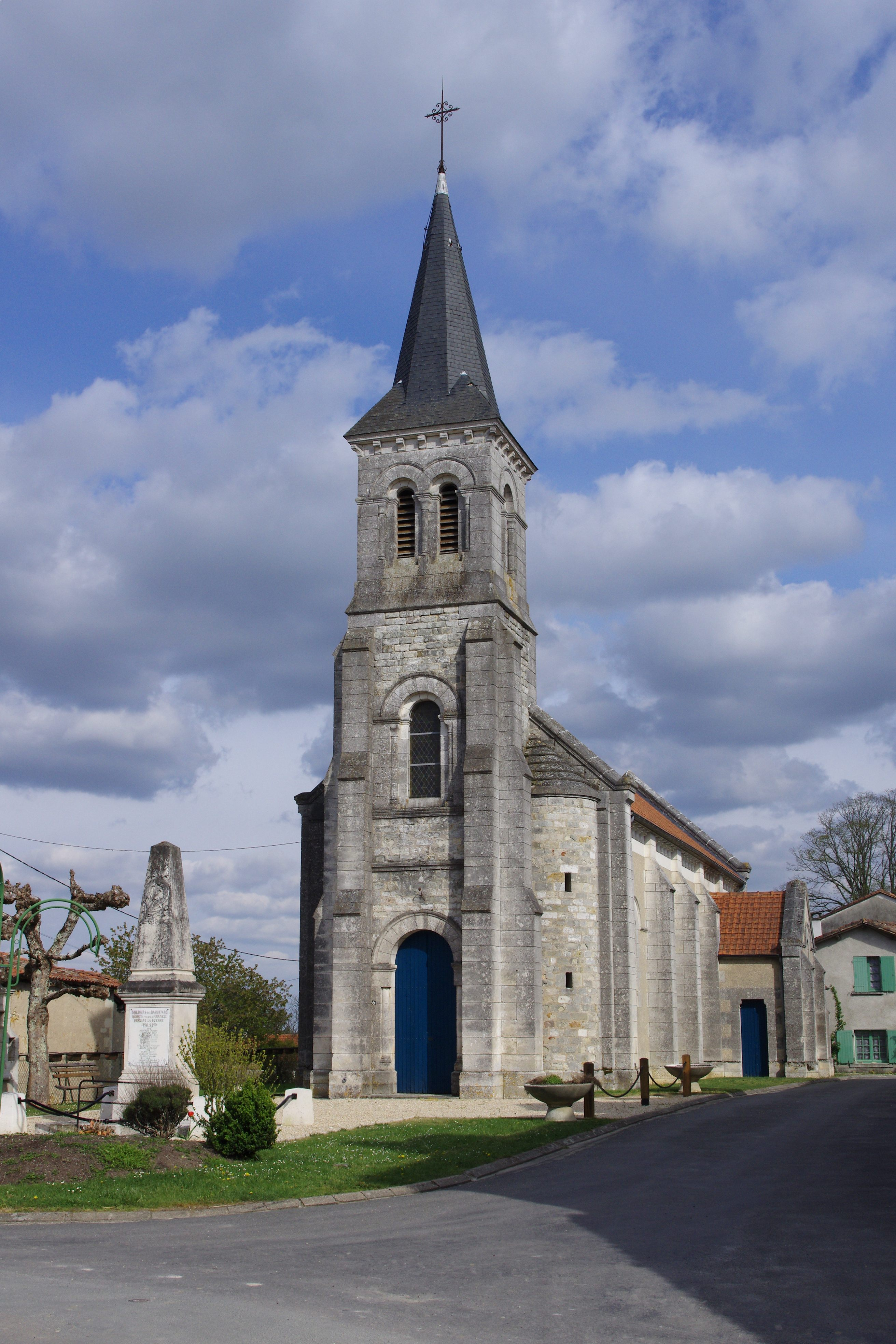
L'église de Bardenac.
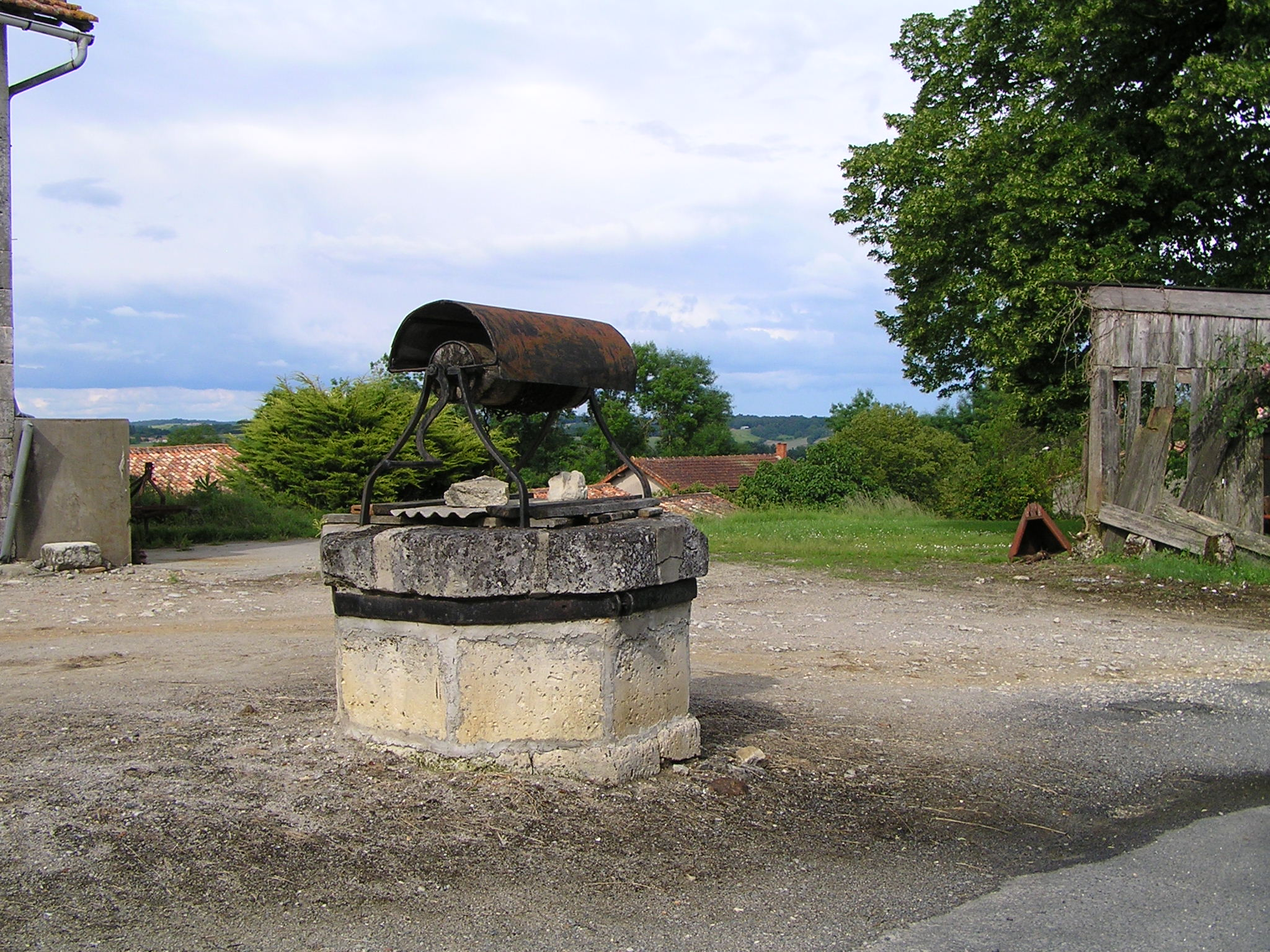
Puits à Bardenac.